# Velódromo de Laoshan

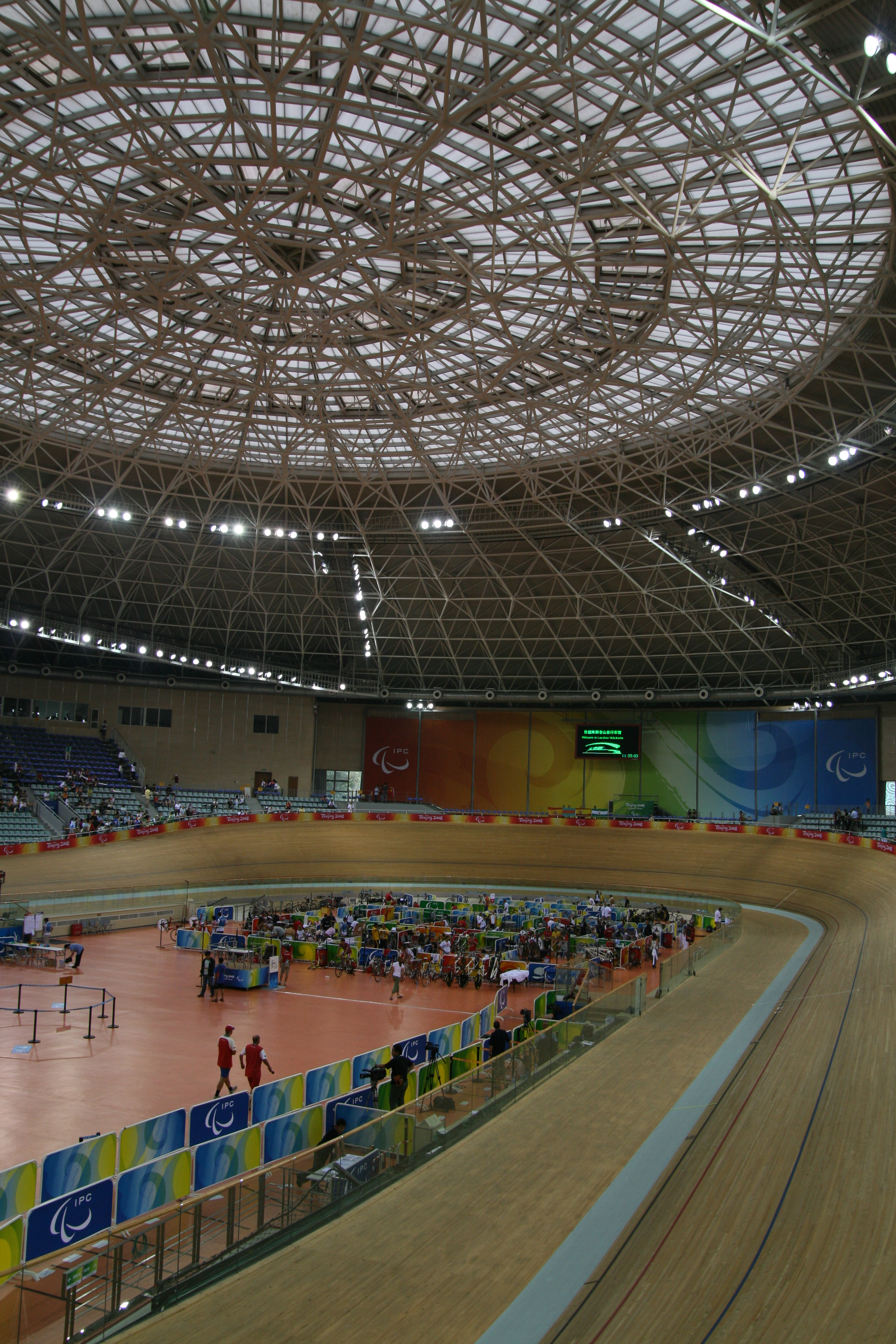
Interior del Velódromo de Laoshan.

El Velódromo de Laoshan (en chino simplificado: 老山自行车馆, en pinyin: Lǎoshān Zìxíngchēguǎn) es un velódromo creado para los Juegos Olímpicos de Pekín 2008. Está ubicado en el distrito de Shijingshan en Pekín (China) y tiene capacidad para 6.000 espectadores. En él se disputaron las competiciones de ciclismo en pista tanto en los Juegos Olímpicos como en los Paralímpicos. 
Fue diseñado por Arquitectos Schürmann con sede en la ciudad alemana de Münster y conocidos por ser los mayores expertos del mundo en el diseño de velódromos y pistas de ciclismo, con más de 120 construcciones en todo el Mundo.